# Dekanat Rużomberk
Dekanat Rużomberk (sł.:Ružomberský dekanát) – jeden z 14 dekanatów w rzymskokatolickiej diecezji spiskiej na Słowacji.

## Parafie
W skład dekanatu wchodzi 19 parafii:
1. parafia NMP Różańcowej – Rużomberk–Černová
2. parafia św. Katarzyny Aleksandryjskiej – Rużomberk–Hrboltová
3. parafia Podwyższenia Krzyża Świętego – Hubová
4. parafia św. Galla – Komjatná
5. parafia św. Jerzego – Likavka
6. parafia Świętej Trójcy – Liptovská Lúžna
7. parafia św. Jana Chrzciciela – Liptovská Osada
8. parafia św. Filipa i Jakuba Młodszego – Liptovská Teplá
9. parafia Ofiarowania Pańskiego – Liptovské Revúce
10. parafia św. Szymona i Judy Tadeusza – Liptovské Sliače
11. parafia św. Michała Archanioła – Liptovský Michal
12. parafia Przemienienia Pańskiego – Lisková
13. parafia Podwyższenia Krzyża Świętego – Lúčky
14. parafia Wszystkich Świętych – Ludrová
15. parafia św. Andrzeja – Rużomberk
16. parafia Wniebowzięcia NMP – Rużomberk–Biały Potok
17. parafia Najświętszego Serca Pana Jezusa – Stankovany
18. parafia Siedmiu Boleści NMP – Švošov
19. parafia św. Michała Archanioła – Valaská Dubová

## Sąsiednie dekanaty
Dolný Kubín, Liptowski Mikułasz